# Les As de la cambriole
Pour plus de détails, voir Fiche technique et Distribution.
Les As de la cambriole (发钱寒, Fa qian han) est un film hongkongais réalisé par John Woo et sorti en 1977.

## Synopsis
Un détective privé doit transporter des diamants pour son patron. Un faux garde du corps tente alors de l'enlever. La nièce du propriétaire des diamants s’interpose et le sauve. Ils vont ensuite découvrir que les diamants sont faux. Ils vont alors tenter de retrouver les vrais diamants pour les restituer à son propriétaire tout en revendant les faux au patron du détective privé.

## Fiche technique
Sauf indication contraire, les informations mentionnées dans cette section peuvent être confirmées par la base de données cinématographiques IMDb,  présente dans la section « Liens externes ».
- Titre français : Les As de la cambriole
- Titres anglophones : Money Crazy et The Pilferer's Progress
- Titre original : 发钱寒, Fa qian han
- Réalisation et scénario : John Woo
- Musique : Frankie Chan
- Montage : Peter Cheung
- Photographie : Tsin Yu
- Production : Louis Sit et Raymond Chow
- Société de production : Golden Harvest
- Pays de production :  Hong Kong
- Format : Couleurs - 2,35:1 - Mono - 35 mm
- Genre : comédie, action
- Durée : 92 minutes
- Date de sortie[1] :
  - Hong Kong : 29 juillet 1977

## Distribution
- Richard Ng : Dragon Ng
- Ricky Hui : Poison
- Angie Chiu
- Sam Hui
- Law Lan : Mme Chan